# 2010년 두산 베어스 시즌
2010년 두산 베어스 시즌은 두산 베어스가 KBO 리그에 참가한 12번째 시즌으로, OB 베어스 시절까지 합하면 29번째 시즌이다. 김경문 감독이 팀을 이끈 7번째 시즌이며, 손시헌이 주장을 맡았다. 팀은 8팀 중 정규시즌 3위에 오르며 4년 연속으로 포스트시즌에 진출했다. 이후 준플레이오프에서 롯데 자이언츠를 상대로 리버스 스윕을 성공시키며 3승 2패로 플레이오프에 진출했으나, 플레이오프에서는 삼성 라이온즈와의 치열한 승부 끝에 2승 3패로 져 탈락해 최종 3위가 되었다.

## 코치
- 김광수, 윤석환, 김민호, 강인권, 송재박, 신경식, 조계현

## 타이틀
- 광저우 아시안 게임 금메달: 손시헌, 이종욱, 김현수, 임태훈, 고창성
- 대륙간컵 국가대표: 원용묵, 이두환, 이원석, 민병헌, 정수빈
- KBO 골든글러브: 최준석 (1루수), 김현수 (외야수), 이종욱 (외야수)
- KBO 신인상: 양의지
- 일구상 신인상: 양의지
- 조아제약 프로야구대상 신인상: 양의지
- 스포츠토토 올해의 신인상: 양의지
- 포브스 구단가치 평가 1위: 두산 베어스 (1329억)
- 한국갤럽 선정 가장 좋아하는 한국인 야구선수 4위: 김현수
- 스포츠조선 선정 최고 구원콤비: 정재훈, 이용찬
- 준플레이오프 MVP: 용덕한
- 올스타 선발: 김현수 (외야수), 이종욱 (외야수)
- 올스타전 추천선수: 이용찬, 히메네스, 손시헌
- 올스타전 홈런레이스 우승: 김현수
- 올스타전 탈삼진상: 이용찬
- 올스타전 승리팀상: 이스턴리그
- 컴투스프로야구2022 타이틀홀더 라인업: 정재훈 (구원투수)
- 컴투스프로야구 10년대 올스타: 정재훈 (중계투수)
- 실질타석: 김현수 (559)
- 희생플라이: 김현수 (8)
- 홀드: 정재훈 (23)
- BB/K: 김동주 (1.49)
- 견제 아웃: 임태훈 (5)

### 퓨처스리그
- 퓨처스 올스타전 우수투수상: 유희관
- 퓨처스 올스타전 우수타자상: 오현근
- 퓨처스 올스타전 홈런레이스 우승: 이두환
- 퓨처스 올스타: 오현택, 유희관, 이두환, 오현근

## 선수단
- 선발투수 : 히메네스, 김선우, 임태훈, 왈론드, 이재우, 이원재
- 구원투수 : 정재훈, 고창성, 이현승, 김승회, 이재학, 김창훈, 성영훈, 지승민, 조규수, 김성배, 원용묵, 진야곱, 오현택, 정대현, 조승수, 장민익
- 마무리투수 : 이용찬, 박정배, 유희관, 홍상삼, 노경은
- 포수 : 양의지, 최승환, 용덕한
- 1루수 : 최준석, 오재원
- 2루수 : 김재호, 고영민
- 유격수 : 손시헌, 김동길
- 3루수 : 이원석
- 좌익수 : 김현수, 민병헌
- 중견수 : 이종욱, 정수빈
- 우익수 : 이성열, 임재철, 유재웅
- 지명타자 : 김동주, 이두환, 오현근

## 특이 사항
- 홈구장인 서울종합운동장 야구장의 좌석 수를 기존 30500석에서 27000석으로 축소했다.
- 이 시즌에 입단한 투수 히메네스는 KBO 리그 역대 1군 출전 경험이 있는 선수 중 가나다순으로 가장 뒤에 위치한다. 이후 2014년 롯데 자이언츠, 2015년 LG 트윈스에서도 히메네스라는 이름의 외국인 선수가 등장했는데, 전체 이름으로 따지면 이 중에서 두산 베어스의 히메네스가 가나다순으로 가장 뒤에 위치하게 된다.
- 4월 14일 KIA 타이거즈와의 경기는 KBO 리그 사상 처음으로 강설로 취소되었다.
- 팀은 준플레이오프에서 롯데 자이언츠를 상대로 KBO 준플레이오프 역대 최초로 리버스 스윕을 성공시키며 플레이오프에 진출했다.
- 삼성 라이온즈와의 플레이오프는 2번의 연장 승부를 포함해 5경기가 모두 한 점 차로 끝난, 상당히 치열한 시리즈였다.
- 2승 2패로 맞선 플레이오프 5차전에서 손시헌의 끝내기 실책이 나오며 졌다.
- 손시헌은 포스트시즌에서 병살타 4개를 쳐 KBO 리그 역대 단일 포스트시즌 최다 병살타 기록을 세웠다.
- 왈론드는 이 시즌을 끝으로 KBO 리그를 떠나 KBO 리그 외국인 투수 포스트시즌 통산 최다 홀드(2) 기록을 세웠다.

## 같이 보기
- 2011년 두산 베어스 시즌